# Ronil Kumar
Ronil Kumar (Suva, 29 novembre 1984) è un allenatore di calcio ed ex calciatore figiano, di ruolo centrocampista.

## Carriera

### Nazionale
Nel 2007 debutta in nazionale nelle qualificazioni al campionato mondiale contro Tuvalu.

## Palmarès

### Giocatore

#### Competizioni nazionali
- New Zealand Football Championship: 1

Waitakere United: 2007-2008
- National Football League: 6

Ba: 2006, 2008, 2010, 2011, 2012, 2013
- Campionato interdistrettuale figiano: 2

Ba: 2006, 2007
- Battle of Giants figiana: 4

Ba: 2006, 2007, 2008, 2009
- Coppa delle Figi: 3

Ba: 2006, 2007, 2010
- Champions vs. Champions figiana: 4

Ba: 2006, 2008, 2011, 2012

#### Competizioni internazionali
- OFC Champions League: 1

Waitakere United: 2007-2008

### Allenatore

#### Competizioni nazionali
- National Football League: 1

Ba: 2019